# Fort Espérance

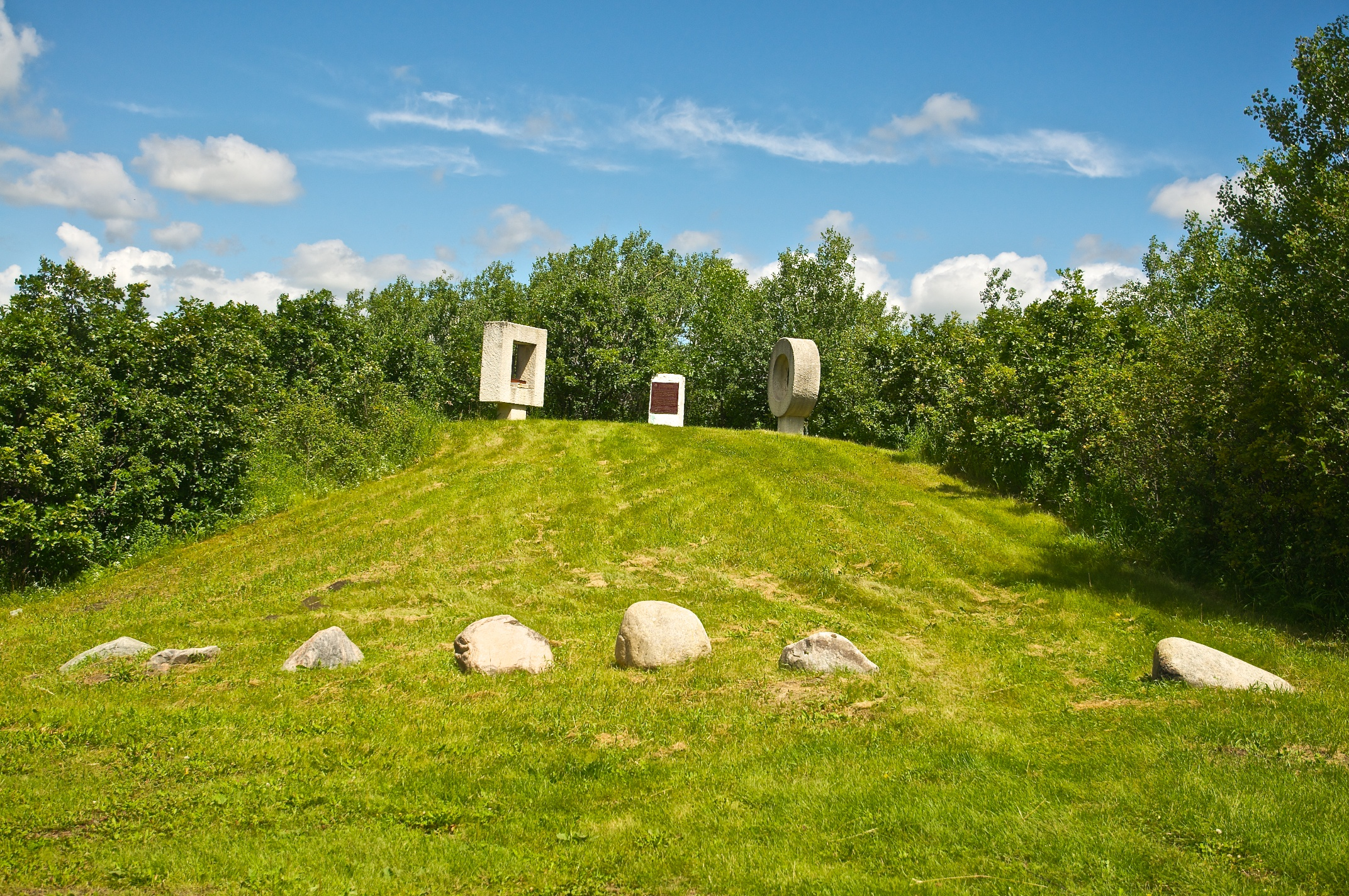
Denkmal für Fort Espérance, 2010

Der Handelsposten Fort Espérance wurde 1787 von Robert Grant von der North West Company am Südufer des Qu’Appelle River im äußersten Südosten der kanadischen Provinz Saskatchewan erbaut. Es war einer der ersten Stützpunkte der Handelsgesellschaft im Assiniboine-Becken.
Das Fort diente der Versorgung mit Pemmikan für die weiter nördlich gelegenen Jagdgebiete und war zentraler Warenumschlagsplatz der North West Company. Es wurde 1810 aufgegeben, 1816 an der heutigen Stelle neu gebaut, 1819 endgültig geschlossen und durch einen Handelsposten am Assiniboine River ersetzt. Dieser befand sich rund 20 km entfernt bei Beaver Creek.
1959 wurde das Fort zur National Historic Site erklärt. Die geschützte Stätte umfasst ein Gebiet von 24,3 ha. Das Kerngebiet, die eigentliche Fundstätte, umfasst 1,4 ha. Im geschützten Gebiet finden sich drei Standorte des ehemaligen Forts, dazu kommt eine sogenannte Butchering Site, eine Stelle, an der die lokalen Indianer Bisons schlachteten, zerlegten und konservierten.
An der Fundstelle des ersten Forts von 1787 hat langjährige agrarische Nutzung die Artefakte zerstört, so dass dort nur wenige Überreste gefunden wurden. Das überschwemmungsgefährdete Fort wurde 1816 an eine höhere Stelle verlegt. Dort sind schon an der Oberfläche zahlreiche Überreste, wie eingebrochene Keller oder Steinhaufen der zusammengebrochenen Kamine zu erkennen. Die Parkverwaltung veröffentlichte eine Broschüre, die über die historische Bedeutung der Stätte informiert. Darüber hinaus können sich Besucher in einem Besucherbuch eintragen.
Parks Canada sorgt für regelmäßigen Grasschnitt, damit die Stätte nicht überwuchert wird. Hiermit und mit weiteren Schutzmaßnahmen soll die landschaftliche Anmutung des späten 18. und frühen 19. Jahrhunderts erhalten bleiben. Um den Besuchern einen größeren historischen Zusammenhang zu bieten, wurde ein Pfad zu zwei benachbarten, jüngeren Forts angelegt. Wie oftmals in Kanada, so gehört das persönliche Nacherleben zur historischen Erfahrung, die durch Feuerstellen, Picknickplätze und Informationstafeln zur Unterstützung eigenständiger Exploration unterstützt werden. Dazu gehören auch Warnschilder vor Bären, ebenso wie Hinweise auf bedrohte Arten. Für dieses Vorhaben wurde 2004 ein Managementplan verabschiedet. Auf dieser Grundlage werden archäologische Untersuchungen durchgeführt.